# تيار حلقي

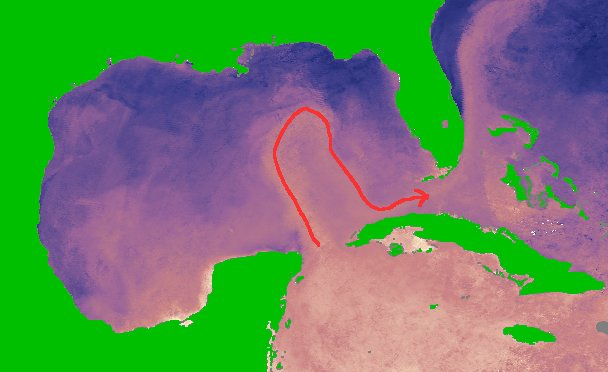
خريطة لتيار حلقي

يُعد التيار الحلقي -وهو مصدر تيار فلوريدا- تيارًا محيطيًا دافئًا يتدفق شمالًا بين كوبا وشبه جزيرة يوكاتان، ينتقل شمالًا نحو خليج المكسيك، يدور شرقًا وجنوبًا في حلقات قبل المغادرة إلى الشرق عبر مضيق فلوريدا والانضمام إلى تيار الخليج. التيار الحلقي هو امتداد لتيار الحدود الغربية لدوامات شمال المحيط الأطلسي شبه الاستوائية. بسبب ميزة الدوران المهيمنة في شرق خليج المكسيك، تنقل التيارات الحلقية ما بين 23 و27 سفيردروب وتصل سرعات التدفق القصوى إلى ما يتراوح من 1.5 إلى 1.8 متر/ ثانية.
الخاصية المميِزة هي مساحة المياه الدافئة مع «الدوامة» أو «حلقة التيار الحلقي» التي تفصل عن التيار الحلقي، بشكل عشوائي قليلًا كل 3 إلى 17 شهرًا. تدور هذه الحلقات بسرعة تتراوح من 1.8 إلى 2 متر/ ثانية، وتندفع غربًا بسرعة تتراوح من 2 إلى 5 كيلومتر/ يوم، ويصل عمرها إلى عام قبل اصطدامها بساحل تكساس أو المكسيك. تتكون هذه الدوامات من مياه البحر الكاريبي الدافئة وتمتلك خواص فيزيائية التي تعزل الجماهير عن مياه الخليج المشتركة المحيطة. يتراوح قطر الحلقات بين 200 و400 كيلومتر وتمتد إلى عمق 1000 متر.

## التأثير على الأعاصير الاستوائية
يُمكن الكشف عن التيار الحلقي ودواماته عن طريق قياس مستوى سطح البحر. كان مستوى سطح البحر لكلٍ من الدوامات والحلقة في 21 سبتمبر عام 2005 يصل إلى 60 سنتيمتر (24 بوصة) أعلى من المياه المحيطة، ما يُشير إلى وجود منطقة عميقة من المياه الدافئة تحتها. في ذلك اليوم، مر إعصار ريتا فوق التيار الحلقي وتكثف في عاصفة من الفئة 5 بمساعدة المياه الدافئة.
في خليج المكسيك، ترتبط أعمق مناطق المياه الدافئة بالتيار الحلقي، ويُطلق على حلقات التيار التي انفصلت عن التيار الحلقي اسم دوامات التيار الحلقي. توفر المياه الدافئة للتيار الحلقي وما يرتبط بها من دوامات طاقة أكبر للأعاصير وتسمح لها بالتكثف.

### مستوى سطح البحر ودرجة حرارة البحر
من السهل نسبيًا قياس مستوى سطح البحر بدقة باستخدام رادارات الأقمار الصناعية. ليس من السهل قياس درجة الحرارة تحت سطح البحر على نطاق واسع، ولكن يمكن استنتاجها من مستوى سطح البحر، إذ زن المياه الدافئة ممتدة، لذا يرتفع عمود الماء رأسيًا لأعلى قليلاً عندما تصبح دافئة (حين تكون جميع العوامل الأخرى، مثل: عمق المياه). لذا يُستخدم مستوى سطح البحر غالبًا بصفته إشارة إلى درجات حرارة أعماق البحار.
يحتفظ المركز الوطني لبيانات العوامات التابع للإدارة الوطنية للمحيطات والغلاف الجوي بعدد كبير من بيانات العوامات في خليج المكسيك، إذ يقيس بعضها درجة حرارة البحر على بعد متر واحد تحت السطح.

## البيولوجيا
يؤثر التيار الحلقي ودوامات التيار الحلقي على المجتمعات البيولوجية في خليج المكسيك. عمومًا، لا يؤثر التيار الحلقي دافئ النواة والدوامات نفسها على هذه المجتمعات. بدلًا من ذلك، تُعرف الميزات الصغرى باردة النواة باسم الدوامات الأمامية التي تتشكل حول حدود التيار الحلقي ودوامات التيار الحلقي، التي تؤثر على المجتمعات البيولوجية في الخليج.
دوامات التيار الحلقي الأمامية دوامات باردة النواة تدور في اتجاه عقارب الساعة التي تتشكل على حدود التيار الحلقي أو بالقرب منه. يتراوح قطر دوامات التيار الحلقي الأمامية من 80 كيلو متر إلى 120 كيلو متر. هذه الميزات الباردة أصغر من الدوامات دافئة النواة المنبعثة من التيار الحلقي.